# Ancienne Belgique
L'Ancienne Belgique (AB) est un ensemble de deux salles de concert (la principale et Le Club) situé dans le centre-ville de Bruxelles, boulevard Anspach. Elle accueille des groupes de musique aux styles variés. L'Ancienne Belgique est une institution culturelle de la Communauté flamande.

## Histoire
L’origine de l’édifice qui se tient aujourd’hui en place de l’Ancienne Belgique est retracée au XVe siècle. En 1912, la salle s'appelle le Vieux Düsseldorf, c'est un lieu de kermesse. Le nom d'Ancienne Belgique n'apparaît qu'en 1932, date à laquelle la salle est reprise par la famille Mathonet et leur société "La Comilière" qui exploite déjà le forum de Liège après avoir géré différentes salles sous le nom "Wintergarden" (music hall) puis Coliseum (lors de leur transformation en salles de projection de films muets avec orchestre) .
Il faut noter que la famille Mathonet ne s'arrête pas là et acquiert en 1939 à Gand puis après la Seconde Guerre mondiale à Anvers des salles qui porteront également le nom d'Ancienne Belgique / Oud Belgïe, en faisant opportunément tourner des artistes internationaux dans plusieurs lieux dont ils ont la gestion.
L’immeuble devient obsolète (surtout après l'incendie de l'Innovation) et dépérit quelque temps. Le show business est un milieu fluctuant, Georges Mathonet n'a pas la résilience de son père et il fait faillite en 1971. La salle entre en léthargie jusqu'à l’arrivée de Paul Ambach, amateur de jazz et de blues. Le lieu  offre, selon lui, une belle possibilité pour créer la salle de concert idéale : plus petite que la salle du Forest National qui vient de naître, mais suffisamment grande pour accueillir des concerts d’envergure au centre-ville. Ambach convainc le curateur de la faillite de lui confier la salle et attire jusqu'en 1979 de nombreux artistes, tels que Leonard Cohen, Herbie Hancock et Frank Zappa ainsi que Golden Earring, Lou Reed, Kraftwerk, The Clash ou encore The Stranglers.
C'est alors qu'elle est choisie par la Communauté flamande et son Secrétaire d’État qui décident de l'acquérir afin de se doter d'un lieu culturel.
Après des travaux de rénovation commencés en 1993, une nouvelle Ancienne Belgique est rouverte en 1996. Elle est dédiée, entre autres styles, aux concerts pop-rock. Le prix d'entrée relativement bas reste accessible à la plupart des jeunes. Durant les travaux, les concerts organisés par l'AB avaient lieu au Luna, la grande salle du Kaaitheater.
La salle principale de l'AB a une capacité de 2 000 personnes debout et de 700 places assises. Elle est considérée comme l'une des meilleures salles de concert d'Europe grâce à ses qualités acoustiques. L'AB Club est une petite salle qui se situe au premier étage du bâtiment. Elle peut contenir 370 personnes. La salle principale de l'AB peut aussi se transformer en AB Box, en fermant le balcon, elle atteint ainsi une capacité de 800 places.

## Concerts mémorables et enregistrements
- En 1955, Jacques Brel s'est produit durant une semaine entière en première partie du chanteur Bobbejaan Schoepen.
- En avril 1962 Les Chats Sauvages avec Dick Rivers passent en vedette pendant 3 soirées.
- Du 20 au 25 avril 1963, Léo Ferré présente son tour de chant.
- Le 10 octobre 1963, Gene Vincent est la vedette de la tournée " Age Tendre et Tête de Bois ".
- Le 16 juin 1978, Suicide (en première partie d'Elvis Costello) se fait huer, dans une performance enregistrée sous le titre "23 minutes over Brussels".
- En 1982, un concert du groupe The Cure s'est terminé en bagarre entre les membres du groupe sur scène.
- Le 31 octobre 1991 David Bowie s'y produit pour un soir accompagné de son groupe de l'époque Tin Machine.
- C'est à l'AB qu'Indochine a choisi d'enregistrer le 11 mai 1997 son album Indo Live.
- En 1999, Iggy Pop a donné un concert qui a été enregistré et est disponible en DVD sous le titre Live at the Avenue B (le DVD était inclus avec son anthologie A Million In Prizes sorti en 2005).
- En 2000, le groupe culte allemand Einstürzende Neubauten y a également capté un album live sobrement intitulé 9-15-2000, Brussels.
- Le 11 mars 2001, Rachid Taha enregistre son premier album en public intitulé Rachid Taha Live.
- En 2003, le groupe britannico-pakistanais Asian Dub Foundation a enregistré son album live Keep Banging On The Walls à l'AB.
- En 2004, le groupe The Hives y a enregistré son DVD Tussels In Brussels.
- En 2006, le groupe de néo-métal français, AqME enregistre lui aussi un album live dans cette salle.
- L'Irlandaise Róisín Murphy y capte Live at Ancienne Belgique 19.11.07.
- Sttellla y enregistre son concert publié en 2008 sous le nom d'AB Rose (homophonie avec l'album des Beatles Abbey Road).
- En janvier 2010, Le groupe de métal belge Channel Zero joue dans cette salle pendant une semaine, pour célébrer leur reformation. Ces concerts ont été enregistrés pour le CD/DVD live Live at the Ancienne Belgique.
- New Order choisit l'Ancienne Belgique pour le premier concert de sa renaissance le 17 octobre 2011.
- Tamino sort en mai 2019 l'EP Live at Ancienne Belgique, composé de 4 morceaux, dont une reprise de "Seasons" de Chris Cornell.

## Accès
Ce site est desservi par la station de prémétro Bourse.
| ___ | Ce site est desservi par la station de métro : De Brouckère. |

arrêt de bus de Bruxelles : De Brouckère

## Autres salles éponymes
Arthur Mathonet fut un homme d'affaires précoce. A à peine plus de vingt ans, il profitera de la relance des années 1920 pour lancer un premier réseau de salles de spectacle dans les plus grandes villes du pays (les "Wintergarden" devenues "Colliseum" lorsqu'on y projeta des films muets) qu'il revend rapidement.
En parallèle, il mène à bien le projet de construction du Forum de Liège, une salle de spectacle de variétés de 3000 places qu'il inaugure en 1922.
Fort de ce succès, il se réoriente vers l'immobilier mais la crise de 1929 le mène à la banqueroute.
Dès le début des années 1930 toutefois, il repart en avant dans le secteur qu'il connait le mieux;  en jetant son dévolu sur le projet des l'Ancienne Belgique dans la capitale.

### Gand
C'est en 1939 que la famille Mathonet lance la version gantoise de l'Ancienne Belgique au numéro 52 (aujourd'hui 76) de la Veldstraat. L'ancienne salle "Scala" - avec sa capacité de 1000 places - se trouve en fait à l'arrière, au bord de la Lys, ce que l'étroite entrée ne laisse pas deviner.
Comme pour les autres salles qu'il gère, les prix sont démocratiques et les spectacles populaires, avec notamment le fantaisiste local Leo Martin pour ponctuer des soirées au programme varié (souvent des sketches, des projections ou des animaux de cirque privés de chapiteau l'hiver... et un final dansant).
Toutefois, la capitale de l'ancien comté de Flandre s'embourgeoise et les spectacles populaires perdent progressivement leur public. L'érosion début à la fin des années 1950 et dès 1967, le gérant Roger Piers, seul aux commandes depuis le décès d'Arthur en 1961, décide d'arrêter les frais et ferme la salle.

### Anvers
En 1902 est érigé aux numéros 26 et 28 de la Kipdorpvest un hôtel de maître à destination d'un patron de presse local. A proximité se trouvent les bureaux et l'imprimerie.
En 1937, le groupe de presse introduit une demande de permis d'urbanisme pour transformer les ateliers en salle de spectacle. Le projet est porté par le même architecte qui a rénové la salle Bruxelloise dans les années 1930.
Le café théâtre d'Arthur Mathonet fonctionne jusqu'en 1978, date à laquelle une remise au normes en matière d'incendie s'impose sans que le propriétaire ne puise assumer cet investissement.
Le bâtiment reçoit une nouvelle affectation et devient une discothèque, tout en conservant l'aménagement intérieur et les peinture du café-théatre des années soixante.
Un incendie détruit la toiture en 2010. L'eau d'extinction endommage quelque peu la déco mais celle-ci est conservée et le bâtiment - classé dans son entièreté depuis 2002 - est converti en magasin de vêtement, dans le respect de son aménagement d'après-guerre.
Peter Van Den Begin, dont le père était en fonction au sein du café-théâtre durant ses dernières années d'exploitation, a mis sur pied en 2009 une série télévisée en 6 épisodes nommée Oud België (nl) (en langue néerlandaise), retraçant librement les dernières années de la salle, alors qu'il devient de plus en plus difficile d'y joindre les deux bouts.